# Amde Ijesus
Amde Ijesus (gyyz: ዓምደ ኢየሱስ, co oznacza Filar Jezusa, lub Podpora Jezusa, imię tronowe: በድል ናኝ, czyli w alfabecie łacińskim Badyl Nań) – cesarz Etiopii od 1433 do 1434. Pochodził z dynastii salomońskiej. Był młodszym synem cesarza Tekle Marjama. Brytyjski egiptolog i orientalista Ernest Alfred Thompson Wallis Budge odnotował, że Amde Ijesus rządził osiem miesięcy i nie pozostawił po sobie żadnych dzieci. Etiopskie kroniki królewskie nie zdały relacji z wydarzeń dziejących się za panowania cesarza. Przyczynić się do tego mogły krótkie rządy Amdego Ijesusa. Ówczesny egipski historyk, Al-Makrizi był podobno zaskoczony tak szybkimi zmianami, zachodzącymi na tronie Cesarstwa Etiopii. Sytuacja w kraju ustabilizowała się za rządów następcy Amdego – Zary Jaykoba Konstantyna.